# ブレンド型学習

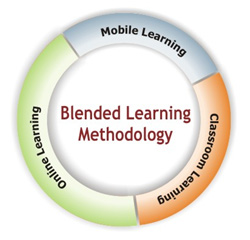
Blended learning methodology

ブレンド型学習（ブレンドがたがくしゅう、英語: blended learning）は、正規の教育プログラムの中で、少なくとも部分的にはオンライン配信によって提供された教材や指示を用いて、いつ、どこで、どのような順序やペースで学ぶかなどをある程度まで生徒自身が決められる状況で、生徒が学んでいく学習形態である。学校の校舎への通学は維持されるが、対面式の教室での学習に加え、コンピュータをメディアとする活動（eラーニング）が組み合わされることになる。ブレンド型学習の支持者たちは、生徒の学習状況についてのデータ収集が可能である点と、指導や評価の過程をカスタム化できる点を、この手法の大きな利点であるとしている。ブレンド型学習モデルを導入している学校は、資源を生徒の成果の拡大に資するよう振り向けることもできる。
最近の研究においては、英語の用語として、「blended」、「hybrid」、「technology-mediated instruction」、「web-enhanced instruction」、「mixed-mode instruction」などが、置き換え可能な同義で用いられている。しかし、近年のアメリカ合衆国における研究においては、「blended learning」がより頻繁に用いられるようになっている。

## チャーター・スクールにおけるイノベーション
アメリカ合衆国カリフォルニア州サンノゼに拠点を置いていたロケットシップ・エデュケーション (Rocketship Education) は、ブレンド型学習モデルを全校的に導入した学校を開校したチャーター・スクールのネットワークであった。以降、他のチャーター・スクール群（KIPP Empower Academy、Carpe Diem Schools など）でも、各校におけるブレンド型学習のアプリケーションの更新が継続的に取り組まれている。

## 関連文献
- Singh, H. (2003). “Building Effective Blended Learning Programs” (PDF). Educational Technology 43 (6):  51-54 2013年8月21日閲覧。.